# Пиратский, Карл Карлович

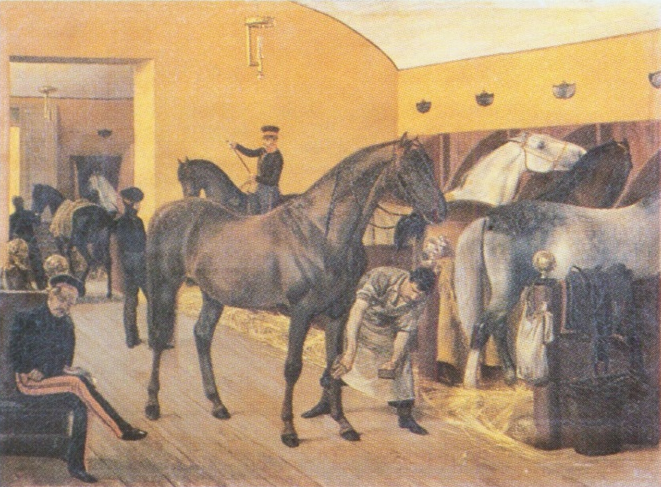
Внутренность конюшни (1833)
Предположительно, за эту картину (а также за копию портрета «Николай I со свитой» работы Ф. Крюгера) К. К. Пиратский получил малую золотую медаль в 1833 году

Карл Карлович Пиратский (1813 — 19 октября [31 октября] 1871, Санкт-Петербург) — русский живописец-баталист, работавший преимущественно акварелью, академик и профессор Императорской Академии художеств.

## Биография
Поступив в Императорскую Академию художеств пенсионером императора Николая I, пользовался в ней руководством проф. А. И. Зауервейда и за свои успехи получил в 1832 и 1834 гг. две малые и одну большую серебряные медали. Будучи в 1835 году награждён малой золотой медалью за картину «Внутренний вид конюшни», не конкурировал на получение большой такой же медали, потому что этому мешали работы, порученные ему государем, и в 1836 году вышел из академии с аттестатом 1-й степени. Вслед за тем был наименован придворным живописцем его величества с содержанием по 3000 руб. в год, а через два года определен к занятиям по историческому описанию одежды и вооружения русского войска. Когда в 1855 году в ведомстве военного министерства была образована редакция военной хроники, он был назначен начальником её рисовального отделения. В том же году за картину «Прогулка верхом» академия признала его академиком, а в 1869 году повысила в звание профессора без требования обычного в таких случаях исполнения программы.

## Галерея

Примеры работ К. К. Пиратского
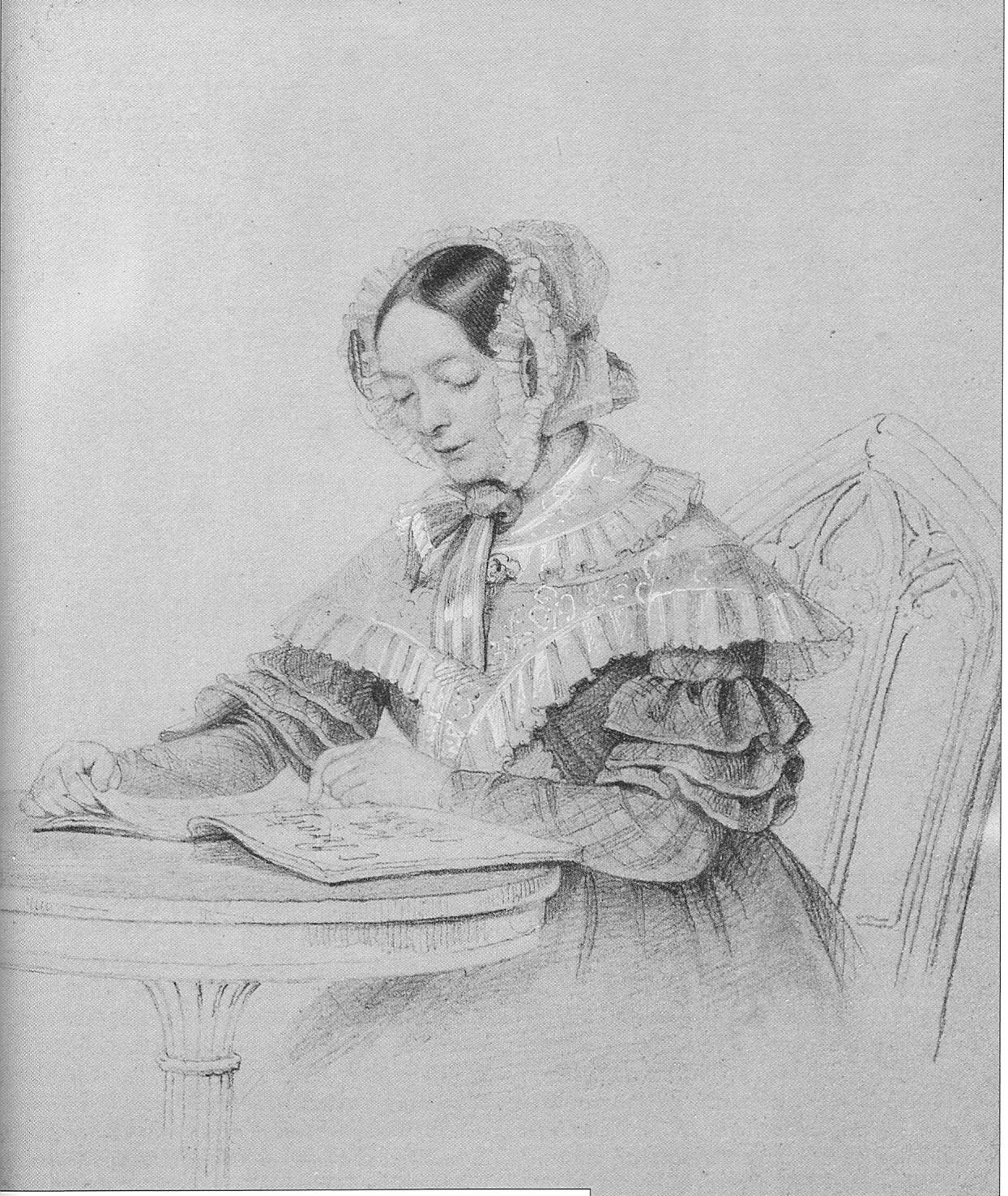
Портрет А. Г. Хомутовой (1828)
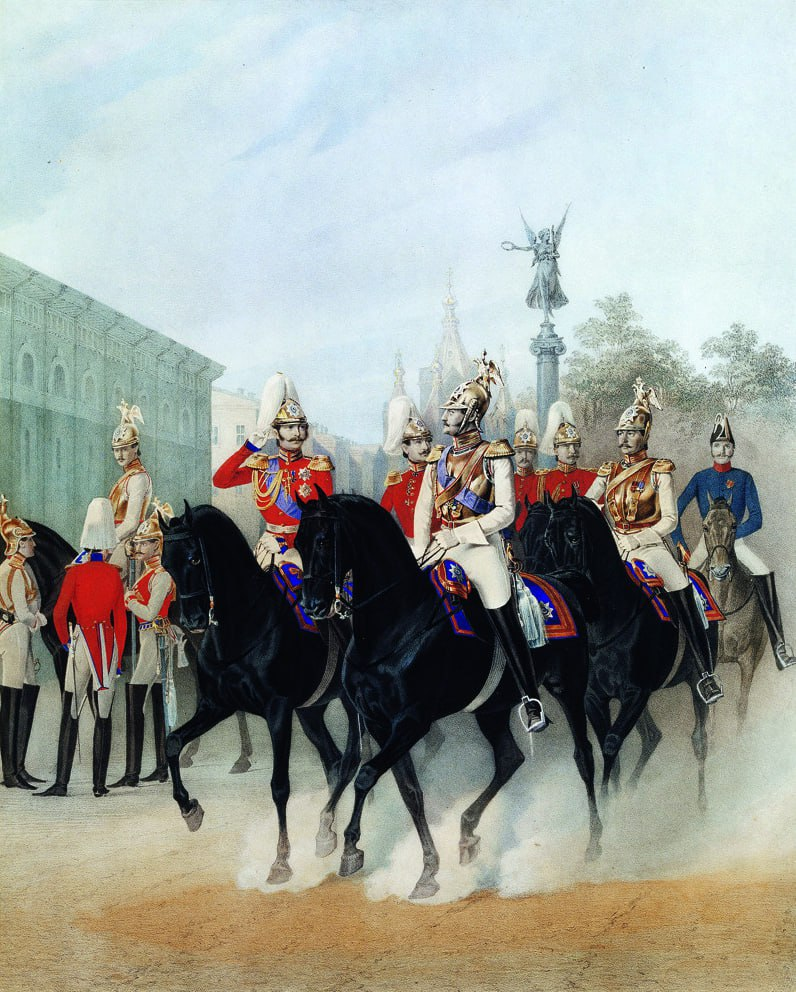
Николай I и цесаревич Александр Николаевич среди офицеров лейб-гвардии Конного полка (1847)
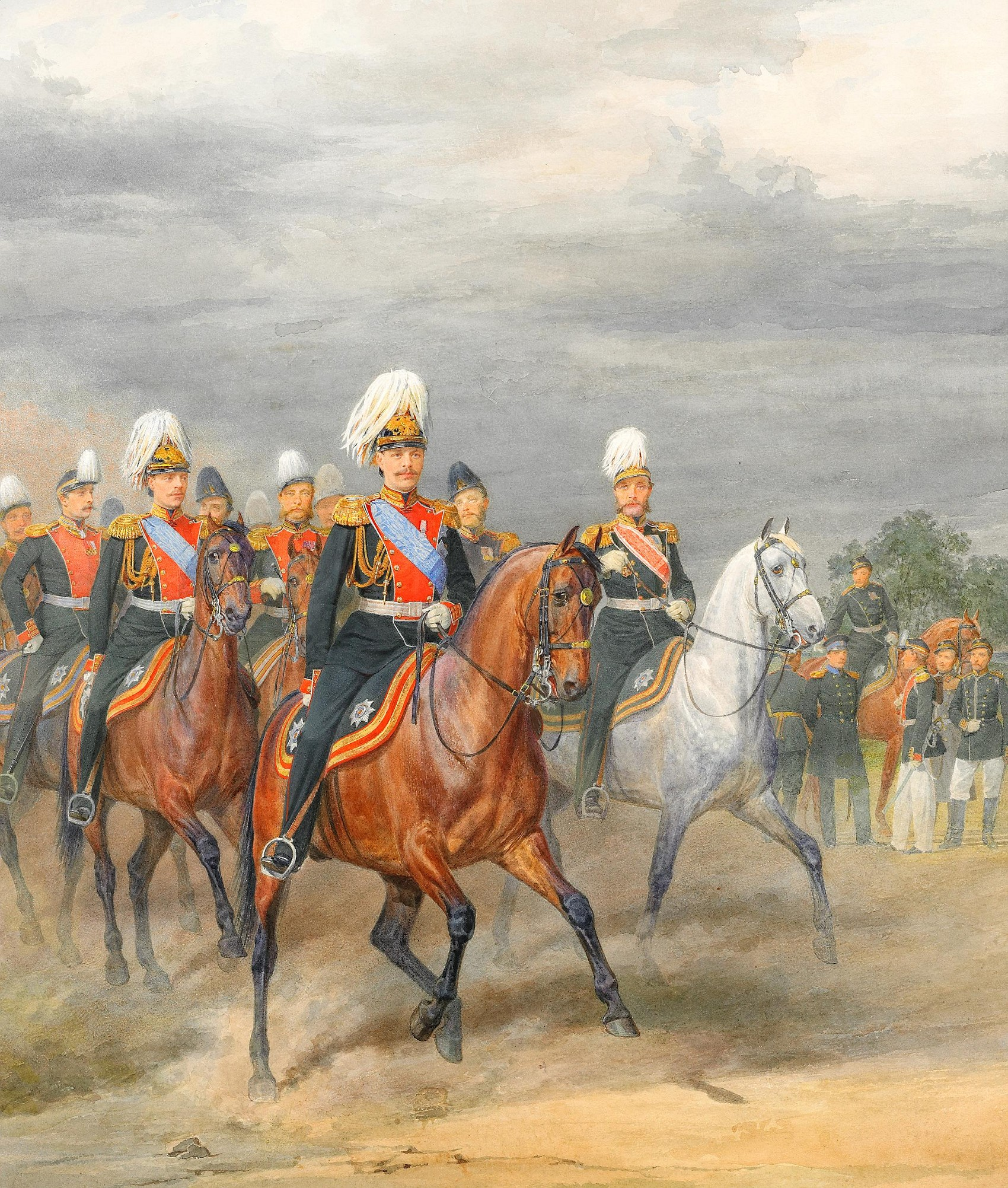
Офицеры 1-й Гвардейской Пехотной дивизии (1850)
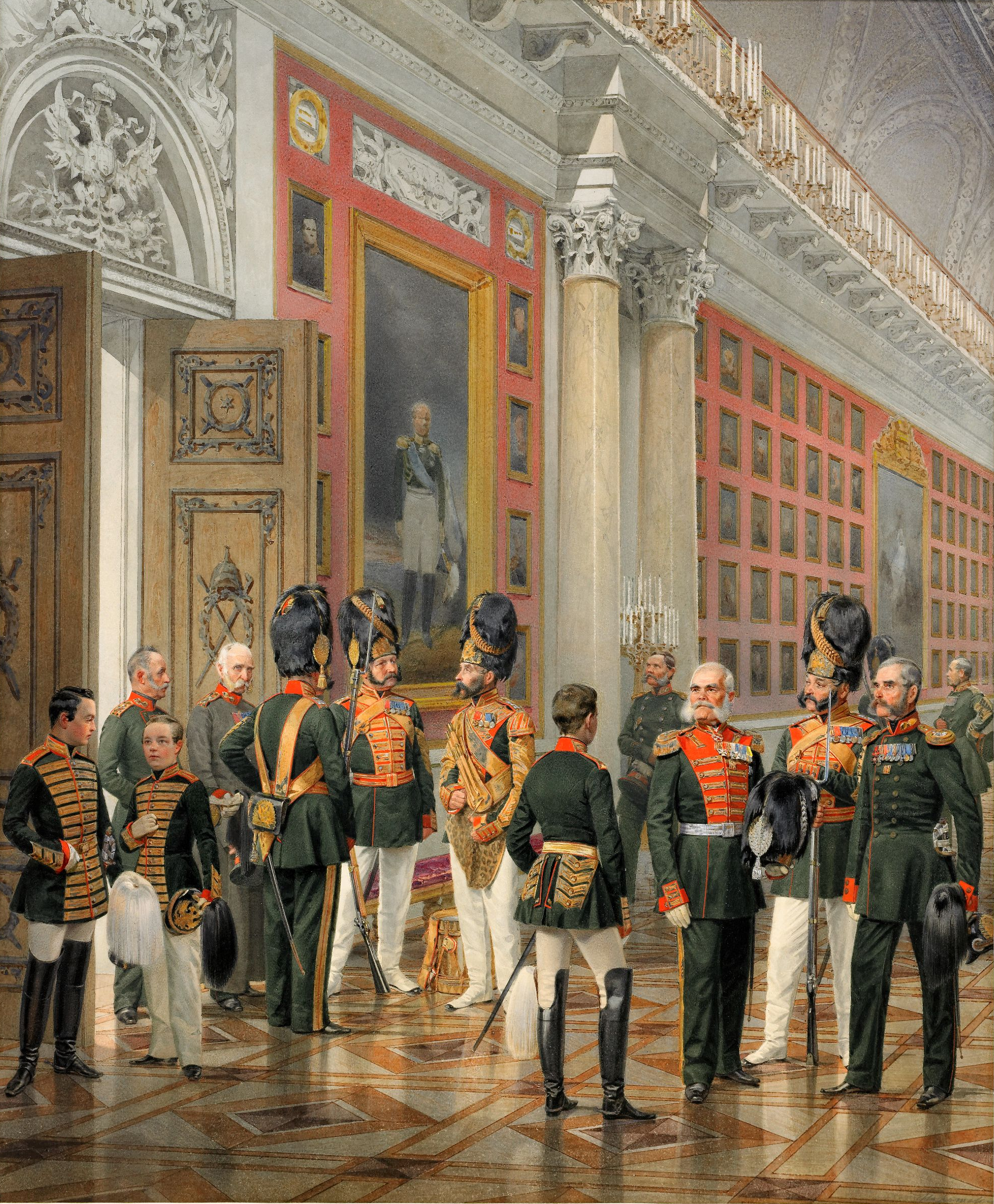
Военная галерея 1812 года в Зимнем Дворце (1861)

Примеры иллюстраций К. К. Пиратского к Историческому описанию одежды и вооружения армии Российской империи
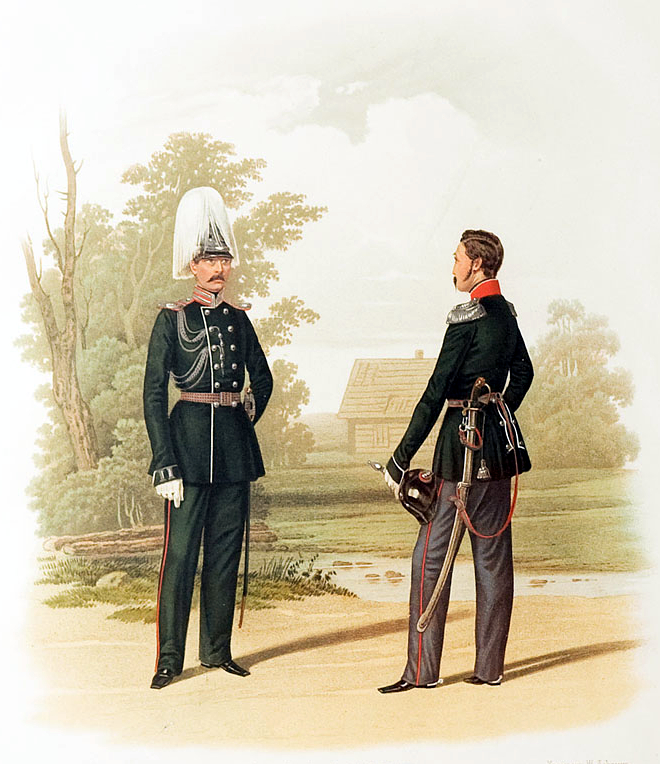
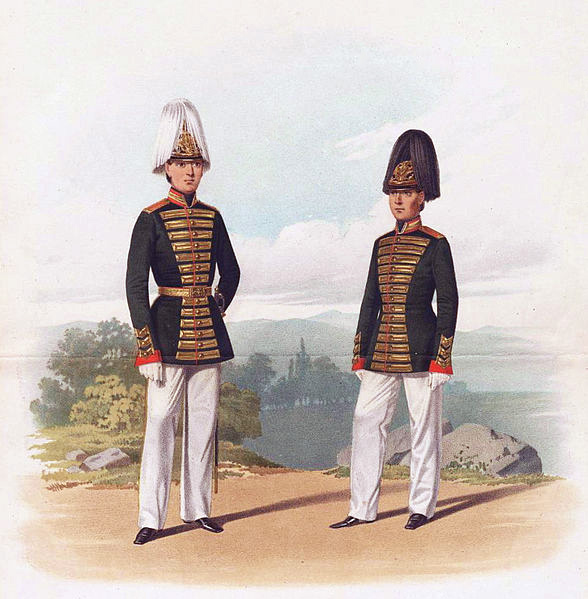
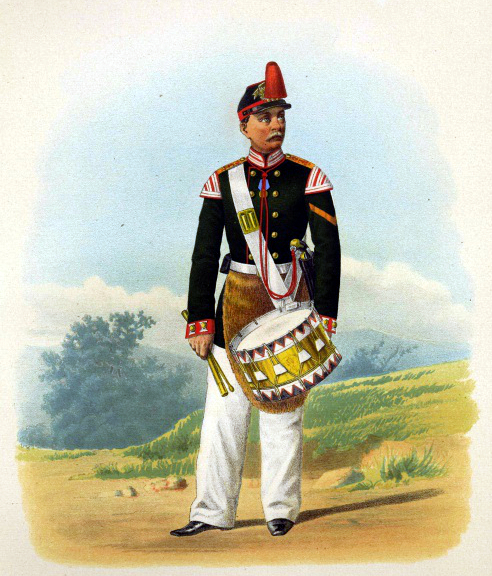
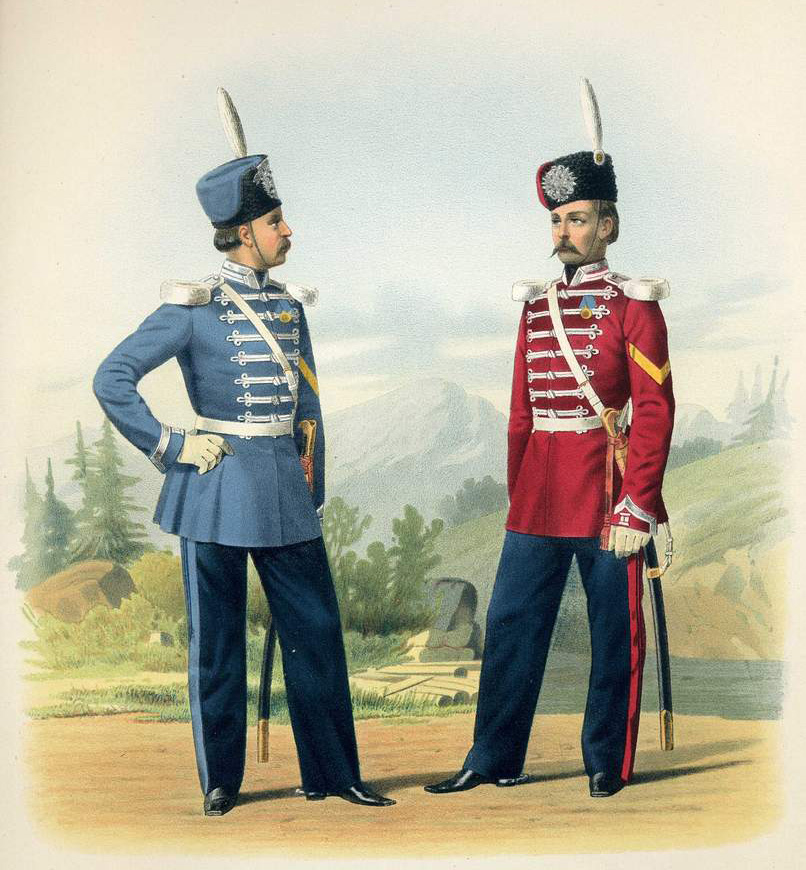
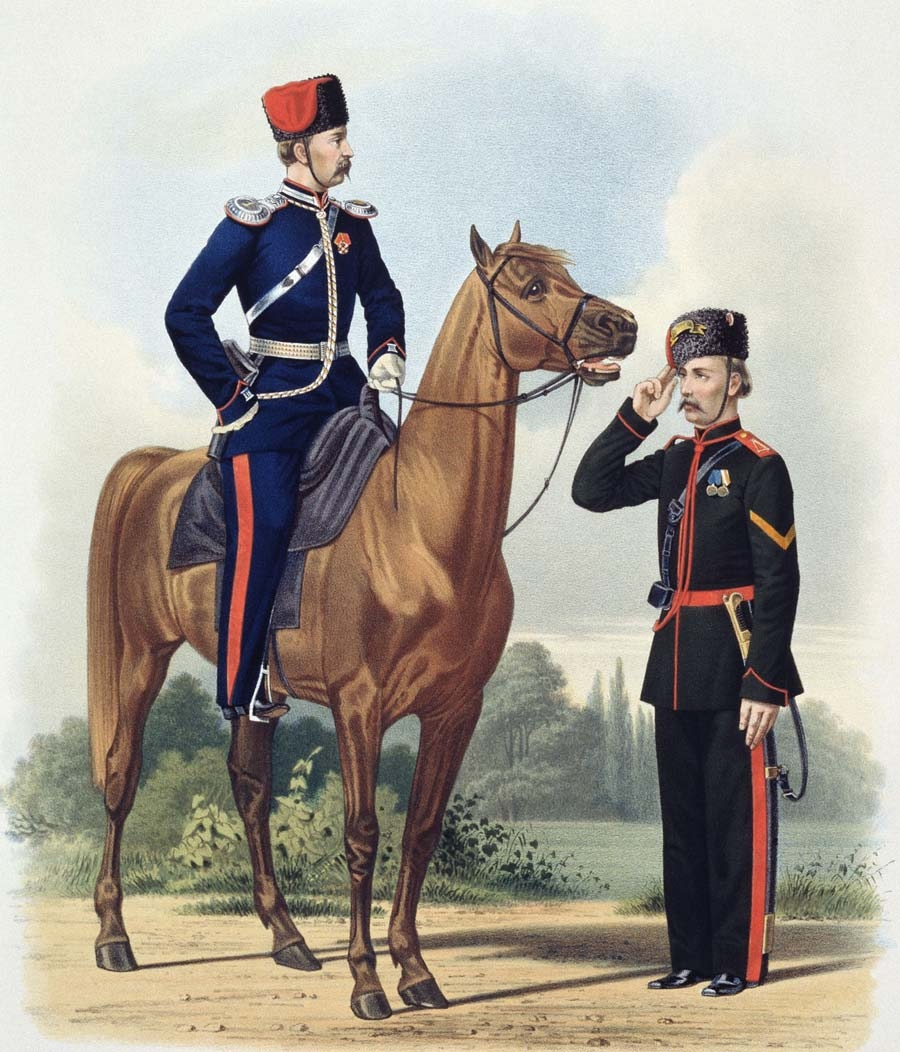
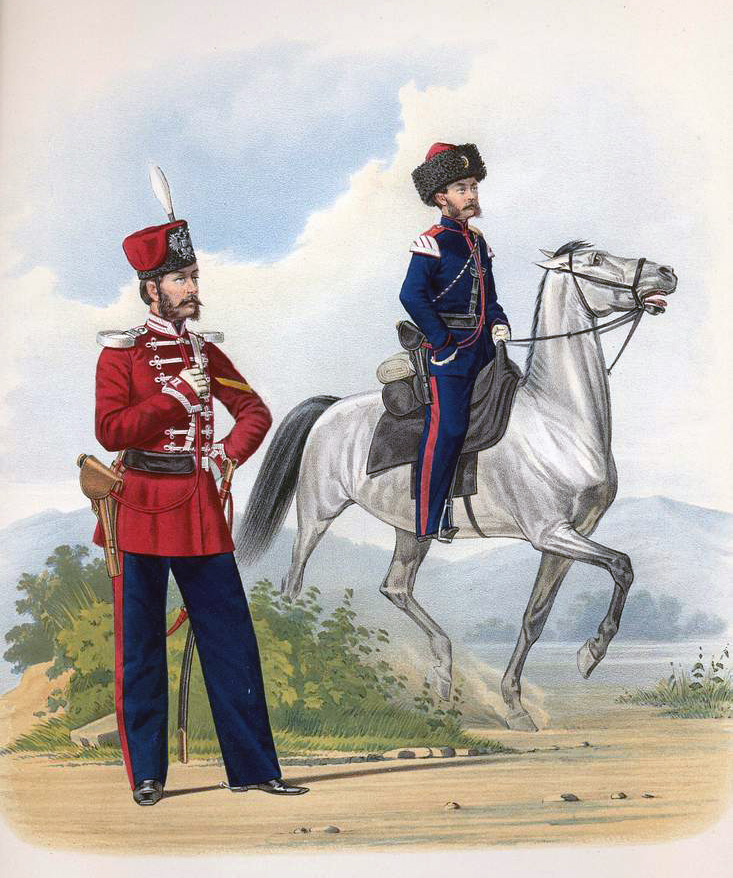